# 入船亭扇蔵 (4代目)
四代目 入船亭 扇蔵（いりふねてい せんぞう、1971年2月28日 - ）は、埼玉県北埼玉郡騎西町（現・加須市）出身の落語家。本名∶橋本 典明。落語協会所属。出囃子∶『娘道成寺・チンチリレンの合方』。

## 経歴
埼玉県立騎西高等学校卒業後、1994年3月東洋大学文学部国文学科卒業。中学校・高校の国語教員教員免許を取得している。
1999年12月、入船亭扇遊に入門。翌年6月、高座名「ゆう一」で楽屋入り。
2003年11月に金原亭馬治、金原亭馬吉と共に二ツ目昇進し、「遊一」と改名。2004年、第9回岡本マキ賞受賞。2010年10月、加須市観光大使に就任。
2015年3月に三遊亭司、柳家小傳次、四代目桂右女助、柳家海舟、金原亭馬治、二代目金原亭馬玉、三代目柳家さん助、柳家燕弥、三遊亭彩大と共に真打昇進、四代目入船亭扇蔵を襲名。

## 芸歴
- 1999年12月 - 入船亭扇遊に入門。
- 2000年6月 - 前座となる、前座名「ゆう一」。
- 2003年11月 - 二ツ目昇進、「遊一」と改名。
- 2015年3月 - 真打昇進、「四代目入船亭扇蔵」を襲名。

## 人物
柳家さん遊、桂藤兵衛と共に定期的な落語会を開いている。

## 受賞歴
- 2004年∶第九回岡本マキ賞受賞。